# 윤지오
윤지오(尹地旿, 1987년 8월 25일 - )는 대한민국의 방송인이다.

## 생애
1987년 전라남도에서 출생하였으며 지난날 한때 일가족과 함께 대전광역시에서 잠시 유아기를 보낸 적이 있는 그녀는 그 후 서울에서 초등학교를 거쳐 중학교를 다니다가 결국 중학생 때인 2000년 9월에 캐나다로 이민을 가서 캐나다에서 중·고등학교를 모두 졸업하였다. 그 후 대한민국에서 연예계 활동과 학업을 병행하였고, 대한민국에서의 최종 학력은 2011년에 한양대학교 국제경영 MBA로 주장한다.
방송계, 영화계, 연극계 등에서 활동하다가 2012년 활동을 마지막으로 가족이 있는 캐나다에 거주했다. 윤지오의 부모나 오빠 등은 캐나다 국적을 취득했으나 아직도 윤지오는 2019년 4월 현재 여전히 대한민국 국적을 유지하고 있다.

## 논란
2009년 3월 장자연 사망 사건 관련 증언자였다. 2018년 4월 장자연 사망 사건 재조사를 원하는 장자연 사건 재수사 요청 청원에 청와대 답변 인원 20만 명이 넘는 235,796명이 서명하면서 재조사 여론이 탄력을 받았고 2018년 5월 3일 검찰 과거사위원회가 재조사를 시작하였으며 관련 사건 중 공소시효가 남아있는 건에 대해서는 2018년 6월 1일 재수사에 들어갔다.
2018년 12월에 대한민국에 입국해 장자연 사망 사건을 다시 증언하고 이 내용을 언론에 공개하기 시작했다. 4개월 남짓 대한민국에 머무는 동안 증언, 인터뷰, 출판 등의 적극적인 활동을 했다.
2019년 10월 30일 서울지방경찰청은 통상 세 차례 출석요구에 불응한 윤지오에 대해 체포영장을 신청하여 영장이 발부되었다.

## 출연작

### 드라마
- KBS2 《꽃보다 남자》 - 이미지 단역 (2009년)
- MBC 《선덕여왕》 - 이미지 단역 (2009년)
- SBS funE 《초건방》 단역 (2009년)
- KBS2 《드라마 스페셜 - 사백년의 꿈》 - 단역 (2011년)

### 영화
- 《애자》 (2009년) - 단역
- 《회초리》 (2011년) - 약사 역
- 《너는 펫》 (2011년) - 뮤지컬배우2 역

### 연극
- 《뉴보잉보잉》 (2012년)
- 《셜록》 (2012년)

### 뮤직비디오
- 임태경 - 옷깃 (2004년)
- 마이티마우스 - 랄랄라 (2008년)
- 아주 - 1st Kiss (2008년)
- 이효리 & 판웨이보 - 只要愛上你 (2009년)
- 핸섬피플 - Shall We Dance (2011년)
- 소울다이브 - 나쁜 습관 (2011년)

## 경력
- 2007년 아시아 퍼시픽 슈퍼모델 출전
- 2010년 친환경홍보대사

## 수상
- 2002년 청소년 페스티벌 발악 모델연기자 부문 1위
- 2010년 미스코리아 서울 우정상
- 2010년 미스 에코 코리아 베스트 모델상

## 저서
- 《13번째 증언》. 가연. 2019년. ISBN 978-89-6897-047-4

## 관련 서적
- 조정환. 《증언혐오》. 갈무리. 2020년. ISBN 978-89-6195-228-6
- 조정환. 《까판의 문법》. 갈무리. 2020년. ISBN 978-89-6195-229-3